# Martin Rayner
Martin L. Rayner (* 1. August 1949 auf der Isle of Wight, Hampshire) ist ein britischer Schauspieler.

## Leben und Karriere
Rayner wurde auf der Isle of Wight geboren; der Vater verließ die Familie, als Martin zwei Jahre alt war.
Er begann seine Karriere als Tellerwäscher in einem West End Theater, wo er ein paar Mal auftrat, bevor er in London seinen Weg in die Schauspielerei am Theater fand. Erste Rollen vor der Kamera hatte er 1980 in der britischen Fernsehserie Born and Bred und 1981 in Angels.
Ab 1982 war er auch in US-amerikanischen Produktionen zu sehen; so hatte er eine Nebenrolle in Blake Edwards Oscar-nominierter Komödie Victor/Victoria und war zwischen 1985 und 1987 in drei Folgen der Fernsehserie Dallas zu sehen. Weitere nennenswerte Rollen hat Rayner in den Filmen Inferno USA (1986), Talk Radio (1988), So ein Satansbraten (1990) und Liebe to Go – Die längste Woche meines Lebens (2014). Er war auch als Sprecher tätig, unter anderem in Pocahontas 2 – Die Reise in eine neue Welt (1998) und für den Animationsfilm Blackford Manor (2014).
Neben weiteren Sprechrollen in Animationsserien und Dokumentationen, spielte er auch in Fernsehserien wie Scharfe Waffen – Heiße Kurven, Central Park West, Frasier, Night Man und Criminal Intent – Verbrechen im Visier. In der Science-Fiction-Serie Star Trek: Raumschiff Voyager verkörperte er zwischen 1998 und 2001 in drei Folgen den holografischen Antagonisten Dr. Chaotica. Zuletzt wirkte Rayner 2015 in der Miniserie The Mystery of Matter: Search for the Elements als Sprecher mit.
Rayner ist auch ein gefragter Bühnenschauspieler und trat in drei Produktionen am Broadway sowie fünf Produktionen am Off-Broadway in New York City auf. Im Juli 2003 verkörperte er König Karl VI. von Frankreich an der Seite von Liev Schreiber in der „Shakespeare in the Park“-Aufführung von Henry V des Public Theater in New York City. Im Dezember 2005 spielte er Ebenezer Scrooge in A Christmas Carol; A Ghost story of Christmas am Ford’s Theatre in Washington, D.C. – einer Adaption von Charles Dickens’ Eine Weihnachtsgeschichte. Ab 2009 war er als Sigmund Freud in Freud’s Last Session unter anderem in New York City zu sehen und 2012 in Chicago. Die von ihm kreierte Rolle wiederholte er in über 850 Aufführungen auf verschiedenen Bühnen der Vereinigten Staaten, zuletzt 2018 in Los Angeles. 2010 kollabierte er auf der Bühne, da er zu dieser Zeit mit den Folgen seines Prostatakrebs kämpfte, der 2006 diagnostiziert wurde; am nächsten Tag stand er erneut auf der Bühne. Im März 2017 erlitt er eine Aortendissektion.
Im deutschen Sprachraum wurde Rayner unter anderem von Wilfried Herbst, Niko Macoulis, Leon Rainer, Wolf Rüdiger Reutermann, Bernd Schramm und Georg Tryphon synchronisiert.

## Nominierungen
Rayner wurde 2012 für den renommierten Joseph Jefferson Award in der Kategorie „Actor in a Principal Role in a Play“ für seine Darstellung in der Barrington Stage Production von Freud’s Last Session in Chicago nominiert. Bereits 2011 erhielt er für seine Darstellung Nominierungen für den Drama League Award („Distinguished Performance“) und den IRNE Award („Large Theater: Best Actor (Play)“). 2015 erhielt Rayner eine weitere Nominierung für den Los Angeles Drama Critics Circle Award in der Kategorie „Featured Performance“ für die Darstellung des Creon in Oedipus Machina.

## Filmografie (Auswahl)

### Film
- 1982: Victor/Victoria
- 1986: Inferno USA (Getting Even; auch: Hostage: Dallas)
- 1988: Ollie Hopnoodle’s Haven of Bliss (Fernsehfilm)
- 1988: Talk Radio
- 1990: So ein Satansbraten
- 1991: Ninth Life
- 2014: Blackford Manor (Kurzfilm; Sprecher)
- 2014: Liebe to Go – Die längste Woche meines Lebens
- 2014: Tribute (Kurzfilm)

### Fernsehen
- 1980: Born and Bred
- 1981: Angels
- 1985–1987: Dallas
- 1992: Scharfe Waffen – Heiße Kurven (Dangerous Curves)
- 1993: The Buddha of Suburbia (Miniserie)
- 1995: Central Park West
- 1997: Frasier
- 1997: Night Man
- 1998: The What a Cartoon Show (Miniserie)
- 1999: Mike, Lu & Og
- 1998–2001: Star Trek: Raumschiff Voyager
- 2002: Benjamin Franklin (Miniserie)
- 2004: Criminal Intent – Verbrechen im Visier
- 2015: The Mystery of Matter: Search for the Elements (Miniserie)

## Theater (Auswahl)
- 1994: The Rise and Fall of Little Voice (Neil Simon Theatre, New York City)[5]
- 1995: Travels with My Aunt (Minetta Lane Theatre, Off-Broadway, New York City)[6]
- 2000: Kit Marlowe (Joseph Papp Public Theater / Newman Theater, Off-Broadway, New York City)[6]
- 2001: The Invention of Love (Lyceum Theatre, New York City)[5]
- 2003: Henry V (Shakespeare in the Park, Public Theater / Delacorte Theatre, New York City)[6]
- 2004: Sixteen Wounded (Walter Kerr Theatre, New York City)[5]
- 2005: A Christmas Carol; A Ghost story of Christmas (Ford’s Theatre, Washington, D.C.)
- 2010–2011: Freud’s Last Session (Marjorie S. Deane Little Theatre, Off-Broadway, New York City)[6]
- 2012: Freud’s Last Session (Barrington Stage Production, Chicago)[5][8]